# موهاوی (فیلم)
موهاوی (انگلیسی: Mojave فیلمی جنایی به کارگردانی ویلیام موناهان است که در سال ۲۰۱۵ منتشر شد.

## بازیگران
- اسکار آیزاک
- گرت هدلند
- مارک والبرگ
- لوئیز بورگوئن
- والتون گوگینس
- دانیا رامیرز
- مت ال جونز

## داستان
هنرمندی که قصد خودکشی دارد طی سفری به صحرا می رود و در آنجا با همزاد خود آشنا می شود.